# Eisenbahnunfall von Bintaro
| \| \| \| Jakarta Kota \| \| \| \| 0 \| Tanah Abang (Jakarta) \| Tanah Abang (Jakarta) \| \| \| \| \| \| \| \| \| Kebayoran \| \| \| \| 18,75 \| Unfallstelle \| Unfallstelle \| \| \| \| Sudimara \| \| \| \| \| Serpong \| \| \| \| \| \| \| \| \| \| Rangkasbitung \| \| \| \| \| \| \| \| \| \| Merak \| \| |       |                       |                       |
| Kopfbahnhof Streckenanfang |       | Jakarta Kota          | Jakarta Kota          |
| Bahnhof | 0     | Tanah Abang (Jakarta) | Tanah Abang (Jakarta) |
| |       |                       |                       |
| Bahnhof |       | Kebayoran             | Kebayoran             |
| | 18,75 | Unfallstelle          | Unfallstelle          |
| Bahnhof |       | Sudimara              | Sudimara              |
| Bahnhof |       | Serpong               | Serpong               |
| |       |                       |                       |
| Bahnhof |       | Rangkasbitung         | Rangkasbitung         |
| |       |                       |                       |
| Kopfbahnhof Streckenende |       | Merak                 | Merak                 |

Bei dem Eisenbahnunfall von Bintaro (auch: Eisenbahnunfall von Plastica) stießen am 19. Oktober 1987 in einem Vorort von Jakarta auf einer damals eingleisigen Strecke zwei überbesetzte Züge im morgendlichen Berufsverkehr frontal zusammen. 153 Menschen starben. Dies war der schwerste Eisenbahnunfall der Indonesischen Staatsbahn.

## Ausgangslage
Mehrere Züge waren direkt oder indirekt an dem Unfall beteiligt:
1. KA 225: Merak – Jakarta Kota wurde von der Diesellokomotive BB30317[1] gezogen und war im morgendlichen Berufsverkehr – es war ein Montag – mit etwa 700 Reisenden überfüllt. Viele fuhren auf den Dächern der Personenwagen und auf der Lokomotive mit.
2. KA 220: Schnellzug Jakarta – Rangkas Bitung, gezogen von der Diesellokomotive BB30617[2], in dem sich etwa 500 Reisende befanden.
3. Ein weiterer Zug von Jakarta, der im Bahnhof Sudimara auf Gleis 2 auf seine Ausfahrt wartete.
4. Ein auf Gleis 3 im Bahnhof Sudimara ohne Lokomotive abgestellter Güterzug.

Die Bahnstrecke Tanah Abang (Jakarta)–Rangkasbitung war damals eingleisig ausgebaut. Die Strecke verläuft an der Unfallstelle mit Kurven in damals stark bewaldetem Gelände, das dem Lokomotivführer keine allzu weite Einsicht in die vor ihm liegende Strecke gewährte. Auch gab es damals zwischen den Bahnhöfen Kebayoran und Sudimara – im Gegensatz zu heute – keine weiteren Bahnhöfe. Der Bahnhof Sudimara wies nur drei Gleise auf, wovon zwei bereits besetzt waren.

## Unfallhergang
Der Fahrdienstleiter des Bahnhofs Serpong erteilte dem leicht verspäteten KA 225 Ausfahrt in Richtung Sudimara, ohne sich bei seinem Kollegen in Sudimara erkundigt zu haben, ob er den Zug annehmen wolle. Der KA 225 besetzte so mit etwa 5 Minuten Verspätung gegen 6:45 Uhr Gleis 1, das letzte freie Gleis im Bahnhof Sudimara, wo fahrplanmäßig die Kreuzung mit dem KA 220 vorgesehen war, der aus östlicher Richtung bereits auf den Bahnhof zufuhr.
Da wegen der vollständigen Belegung aller Gleise in Sudimara hier eine Kreuzung nicht durchgeführt werden konnte, wollte der Fahrdienstleiter von Sudimara den KA 225 weiter zum Bahnhof Kebayoran schicken. Während er das telefonisch zu klären suchte, signalisierte der Aufsichtsbeamte auf dem Bahnsteig dem Lokomotivführer mit einer Signallaterne „warten“. Dabei kam es zu einem Missverständnis: Der Lokführer konnte den Beamten auf dem Bahnsteig wegen der vielen Passagiere, die auf der Lok mitfuhren, selbst nicht sehen und fragte einen der Reisenden, welches Signal gegeben werde. Er verstand, dass der Aufsichtsbeamte „Abfahrt“ signalisierte und begab sich auf die Strecke. In dem Telefonat mit dem Bahnhof Kebayoran erfuhr der Fahrdienstleiter von Sudimara, dass der Zug KA 220 den Bahnhof Kebayoran durchfahren hatte, ohne darauf zu warten, ob der dortige Fahrdienstleiter ihm auch die Ausfahrt erteilte. Er war fahrplanmäßig bereits nach Sudimara unterwegs, wo er um 6:49 Uhr hätte durchfahren sollen. Nun befanden sich beide Züge auf der Strecke. Die Mitarbeiter der Bahn in Sudimara versuchten noch, den Zug mit einer roten Signalfahne und einer Signallampe zu stoppen, was der Lokführer aber auch nicht sah. Im Nachhinein war dann umstritten, ob die Signallampe dabei rotes oder grünes Licht zeigte. So schickte der Fahrdienstleiter noch einen Mitarbeiter auf einem Motorrad hinterher, der den Zug aber auch nicht mehr erreichen und aufhalten konnte.
KA 225 war mit etwa 45 km/h, KA 220 mit etwa 25 km/h unterwegs, als die beiden Züge zwischen den Bahnhöfen Sudimara und Kebayoran bei Streckenkilometer 18,75, das liegt zwischen den heutigen Stadtteilen Pesanggrahan und Bintaro, aufeinander trafen. Die Lokführer versuchten noch zu bremsen, als sie sich sahen. Da der Bremsweg aber mindestens 400 Meter betragen hätte, konnten die Züge nicht mehr anhalten. Dem Lokführer des KA 225 gelang es noch abzuspringen. Er wurde schwer verletzt. Das Lokpersonal des KA 220 hockte sich auf den Boden des Führerstandes und überlebte den Aufprall ebenfalls.

## Folgen
153 Menschen starben, hunderte wurden verletzt. Die Toten waren Reisende auf den Lokomotiven und in und auf den beiden jeweils ersten Wagen, die schwer beschädigt wurden. Nach den Aufräumungsarbeiten entgleiste der Schwerlastkran eines Hilfszugs auf dem Rückweg von der Unfallstelle.
Die Lokomotivführer beider Züge wurden zu mehrjährigen Haftstrafen verurteilt und auch der Fahrdienstleiter erhielt eine Gefängnisstrafe.
In der Folge des Unfalls wurden die Lokomotiven der Indonesischen Staatsbahn mit Zugfunk und die Strecke mit moderner Signaltechnik ausgerüstet. Weiter wurde die Strecke bis 2007 komplett zweigleisig ausgebaut.
Der Unfall wurde unter dem Titel Tragedi Bintaro verfilmt.